# Новосевастопольське
Новосевастопольське (рос. Новосевастопольское; адиг. СевастополыкІ) — село Красногвардійського району Адигеї Росії. Входить до складу Білосільського сільського поселення.
Населення — 822 особи (2015 рік).